# Ueru

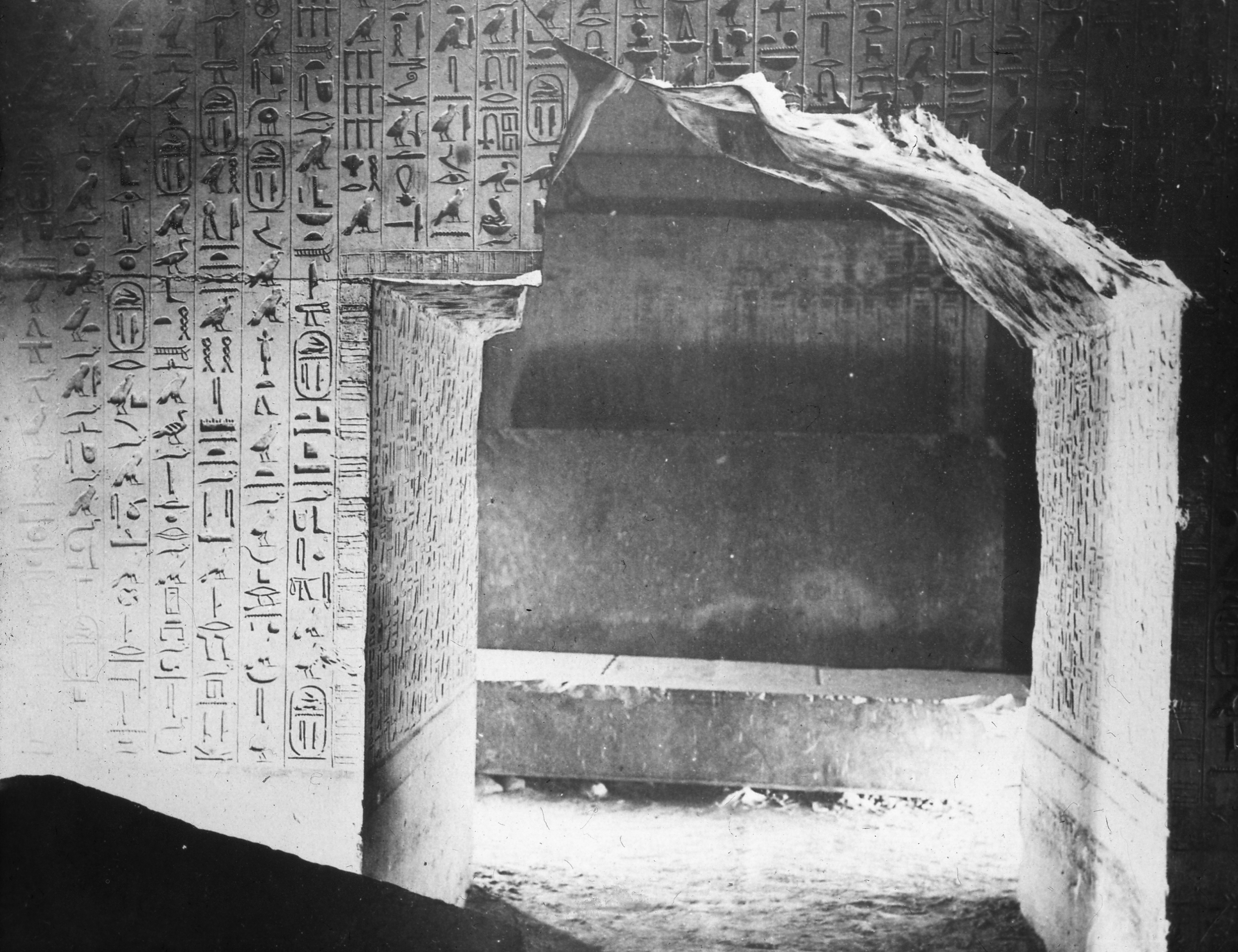
"Testi delle piramidi" nella Piramide di Unis, della V dinastia egizia. Gli Ueru avrebbero partecipato alla vita ultraterrena dei faraoni defunti.

Ueru è il nome di alcune divinità egizie appartenenti alla religione dell'antico Egitto, deità sacrificali ben documentate durante l'Antico Regno.

## Storia

### Antico Regno
All'inizio dell'Antico Regno (XXVII - XXII secolo a.C.) gli Ueru erano considerati divinità sacrificali sottomesse dal faraone defunto; per lui si sarebbero alzati ogni mattina e gli avrebbero preparato il pasto mattutino. In cambio, il re avrebbe dovuto fornirgli donazioni d'acqua - acqua offerta a sua volta al faraone da parte dei viventi nell'ambito del suo culto funerario. Intorno al faraone morto si sarebbero trovati, inoltre, gli analoghi dei Scherru, descritti come bambini. Il medesimo simbolismo fu trasferito, vari secoli dopo, durante il Nuovo Regno, sugli Shu e Tefnut, ritenuti responsabili dell'anima del defunto dopo la cerimonia di apertura della bocca.

### Medio Regno
Durante il Medio Regno (XX - XVII secolo a.C.) gli Ueru furono venerati come divinità create da Atum. Particolarmente suggestiva è l'evoluzione del ruolo assegnato agli Ueru, divenuti essi stessi offerte che il defunto avrebbe dovuto tributare ad Amon dopo averli immolati nella notte del giudizio della propria anima. Dopo aver ucciso gli Ueru, il defunto avrebbe dovuto squartarne i corpi per poi abbattere pure gli Scherru e andare a riposare nelle tombe sia degli Ueru che degli Scherru. Uccidendo le divinità Ueru, infatti, il defunto avrebbe impedito loro di influenzarlo nell'aldilà.